# Farida Lemouchi
Farida Lemouchi (geb. im 20. Jhd.), auch F. The Mouth of Satan, ist eine niederländische Hard-Rock-Sängerin. Sie wurde bekannt als Sängerin der Band The Devil’s Blood.

## Karriere
Lemouchi gehörte zur Besetzung der niederländischen Hard-Rock-/Psychedelic-Rock-Band The Devil’s Blood, die zwischen 2008 und 2013 drei Studioalben und eine Reihe von Singles/EPs veröffentlichte. Bandleader war ihr Bruder Selim Lemouchi.
Sechs Jahre nach dem Ende der Gruppe und fünf Jahre nach dem Tod ihres Bruders gründete sie mit ihren vormaligen Bandkollegen Oeds Beydals, Job van de Zande und Ron van Herpen als Auftrag für das Roadburn Festival 2019 die Gruppe Molasses. Der Name leitet sich dabei ab vom gleichnamigen Song, den Selim Lemouchi als letzten Song auf Earth Air Spirit Water Fire als letztem Werk vor seinem Tod mit der Gruppe Selim Lemouchi & His Enemies im Jahr 2013 veröffentlichte. Molasses selbst veröffentlichte unter dieser Bezeichnung 2019 bei Ván Records die Single Mourning Haze / Drops Of Sunlight. Dann folgten eine Umbenennung in Molassess (mit vier statt drei s) und ein Album bei Season of Mist.
Über ihre eigenen Bands hinaus beteiligte sich Farida Lemouchi als Gastsängerin an einer Reihe von Aufnahmen.

## Diskografie

### Mit Molassess
- 2019: Mourning Haze / Drops of Sunlight (Single, als Molasses)
- 2020: Through the Hollow (Album)

### Als Gastsängerin (Auswahl)
- 2014: Vanderbuyst – Shakira (Lied: Little Sister)
- 2015: Griftegård – The Four Horsemen (Lied: The Four Horsemen)
- 2016: Urfaust – Voodoo Dust (Lied: Kalabhairava)
- 2020: Dool – Summerland (Lied: Khione)
- 2022: Watain – The Agony & Ecstasy of Watain (Lied: We Remain)